# Ashton (Dakota del Sud)
Ashton è un comune (city) degli Stati Uniti d'America della contea di Spink nello Stato del Dakota del Sud. La popolazione era di 122 abitanti al censimento del 2010.

## Geografia fisica
Ashton è situata a 44°59′40″N 98°29′55″W (44.994523, -98.498577).
Secondo lo United States Census Bureau, la città ha una superficie totale di 1,13 km², dei quali 1,13 km² di territorio e 0 km² di acque interne (0% del totale).
Ad Ashton è stato assegnato lo ZIP code 57424 e lo FIPS place code 02540.

## Storia
Ashton fu fondata nel 1879, ma fu spostata e ripianificata sull'attuale sito nel 1881 per essere situata su una nuova linea ferroviaria. Molto probabilmente la città prende il nome da Ashton, in Inghilterra. Un ufficio postale chiamato Ashton è in funzione dal 1879.

## Società

### Evoluzione demografica
Secondo il censimento del 2010, la popolazione era di 122 abitanti.

### Etnie e minoranze straniere
Secondo il censimento del 2010, la composizione etnica della città era formata dal 100% di bianchi, lo 0% di afroamericani, lo 0% di nativi americani, lo 0% di asiatici, lo 0% di oceanici, lo 0% di altre razze, e lo 0% di due o più etnie. Ispanici o latinos di qualunque razza erano il 4,92% della popolazione.